# Château du Coscro
Le château du Coscro (ou château du Crosco, château du Coscrau) est un édifice situé à Lignol, dans le Morbihan.

## Localisation
Le château est établi en surplomb du Scorff, à environ 2,9 km à vol d'oiseau au sud-ouest du bourg de Lignol.

## Histoire
Le château, initialement une résidence de campagne de style classique, est bâti au XVIIe siècle pour la famille de Lantivy, probablement dans les années 1630-1640. Il fait suite à un précédent manoir daté des XVe et XVIe siècles.
Le domaine appartient successivement aux familles de Lantivy (à la suite d'un mariage), puis de Rougé.
À la mort, en 1748, de Florimonde de Lantivy de Coscro, veuve de Jean Gilles de Rougé, marquis du Plessis-Bellière, sa fille, Innocente Catherine de Rougé, alors duchesse d'Elbeuf, vend le Coscro à la famille Mauduit de Kerven en 1749.
Bien national à la Révolution, il est partiellement vendu à M. Le Page en 1793. Le domaine est reconstitué entièrement en 1890, lorsque les Dupont de Villeneuve rachètent la partie qui leur échappait. Le château devient une exploitation agricole aux lendemains de la Seconde Guerre mondiale.
Le domaine passe en 1984 à la famille Piquet, qui entreprend une première campagne de restauration. Une partie des dépendances est transformée en gîtes à la fin du XXe siècle.
Dans les années 2000, le jardin est restitué, sur la base de travaux archéologiques, tel que devait l'être le jardin à la française au XVIIe siècle.

### Protections
Les façades et toitures du corps de logis et des quatre pavillons, ainsi que l'escalier intérieur, sont inscrits au titre des monuments historiques depuis un arrêté du 29 mars 1972.
Le verger, la cour d'honneur, le potager, la terrasse, le grand jardin, la grande allée, le bois de haute futaie et la fontaine sont inscrits au titre des monuments historiques depuis un arrêté du 22 octobre 1997.

## Architecture
Le château est construit selon le style classique en vigueur à l'époque. Le plan d'ensemble de la propriété est typique du XVIIe siècle, avec le grand jardin en terrasse et les allées qui créent des perspectives dans la nature.
Le bâtiment principal consruit en grand appareillage dont la partie centrale vient en avant-corps et qui est surmonté d'un toit à l'impériale. Cet avant-corps comporte un grand escalier de pierres à balustres, dit cage ouverte. Cet ensemble est analogue aux œuvres des architectes Olivier Delourme et Pierre Hureau, un collaborateur de François Mansart qui travailla pour les Rohan au XVIIe siècle.
Sa façade sobre est agrémentée d'ouvertures symétriques, d'une porte monumentale et de lucarnes.

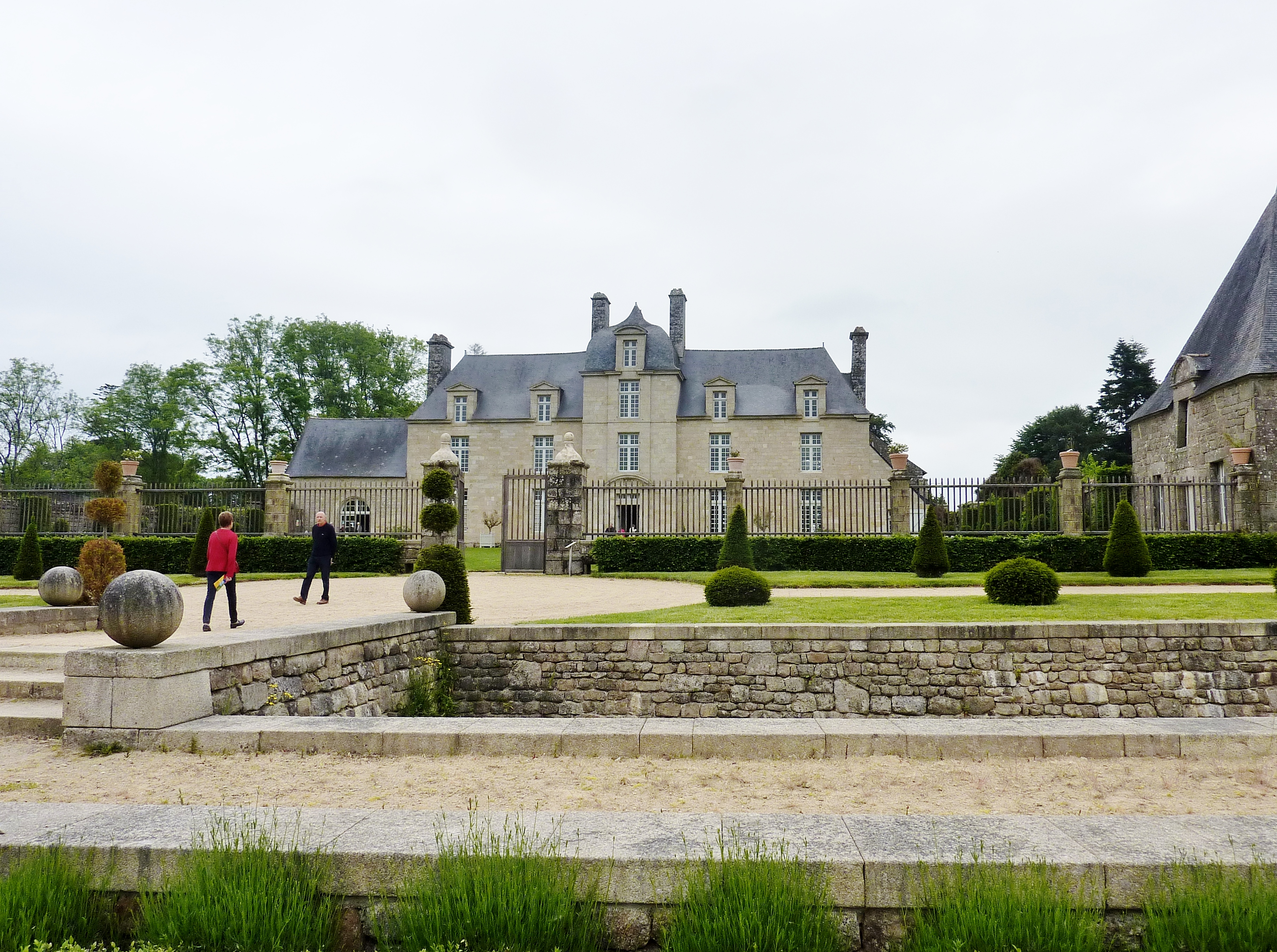
Château du Coscro : vue extérieure d'ensemble.
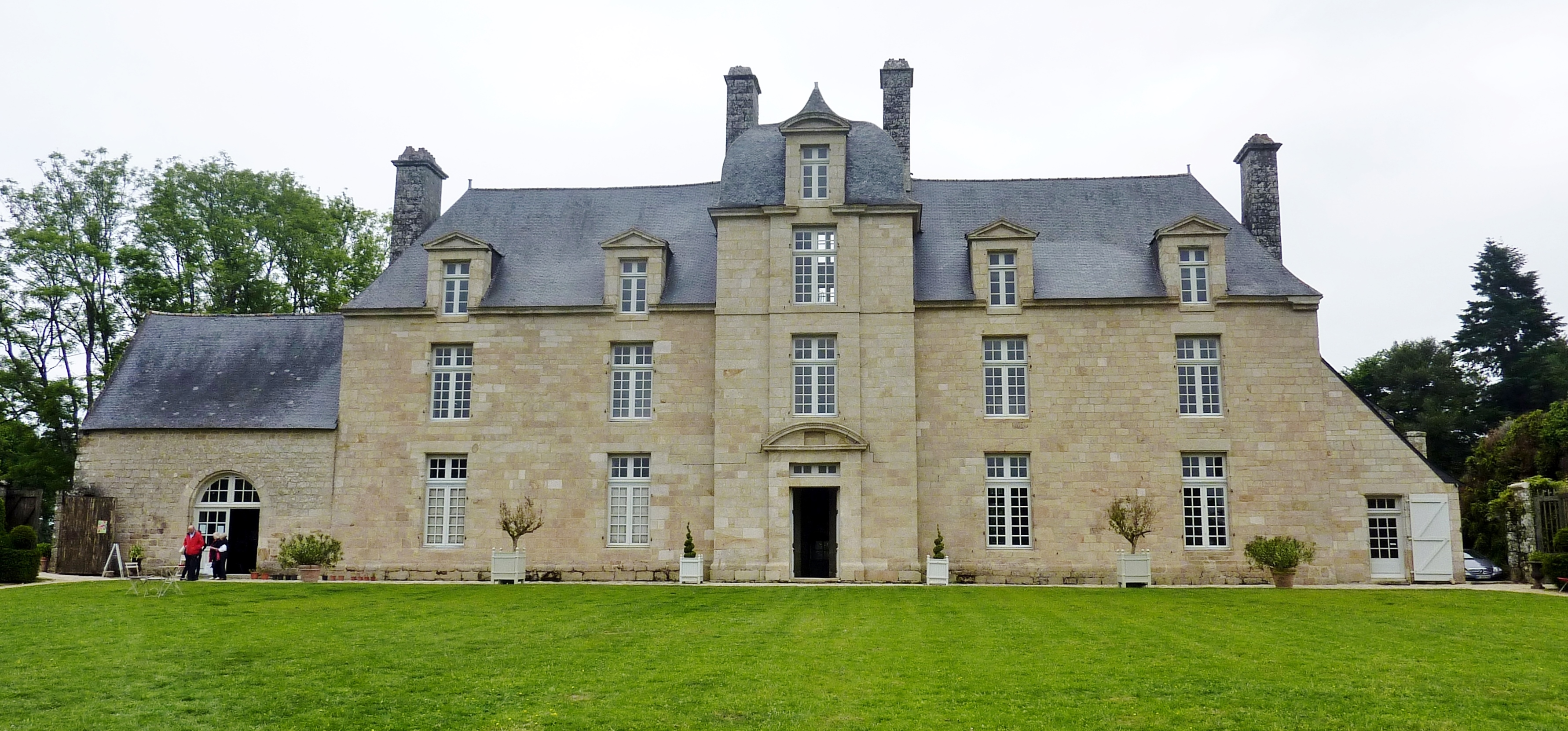
Château du Coscro : la façade.
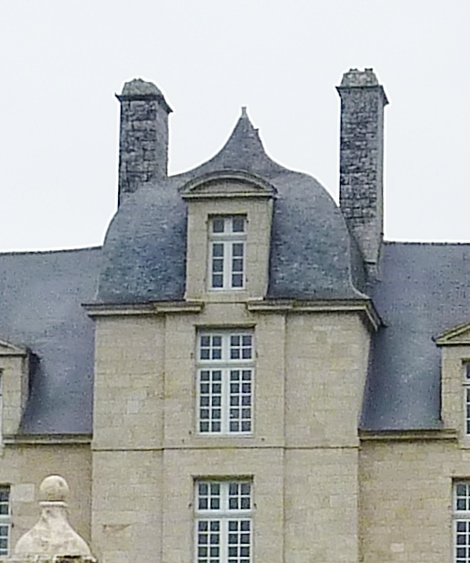
Château du Coscro : l'avant-corps et son toit à l'impériale.
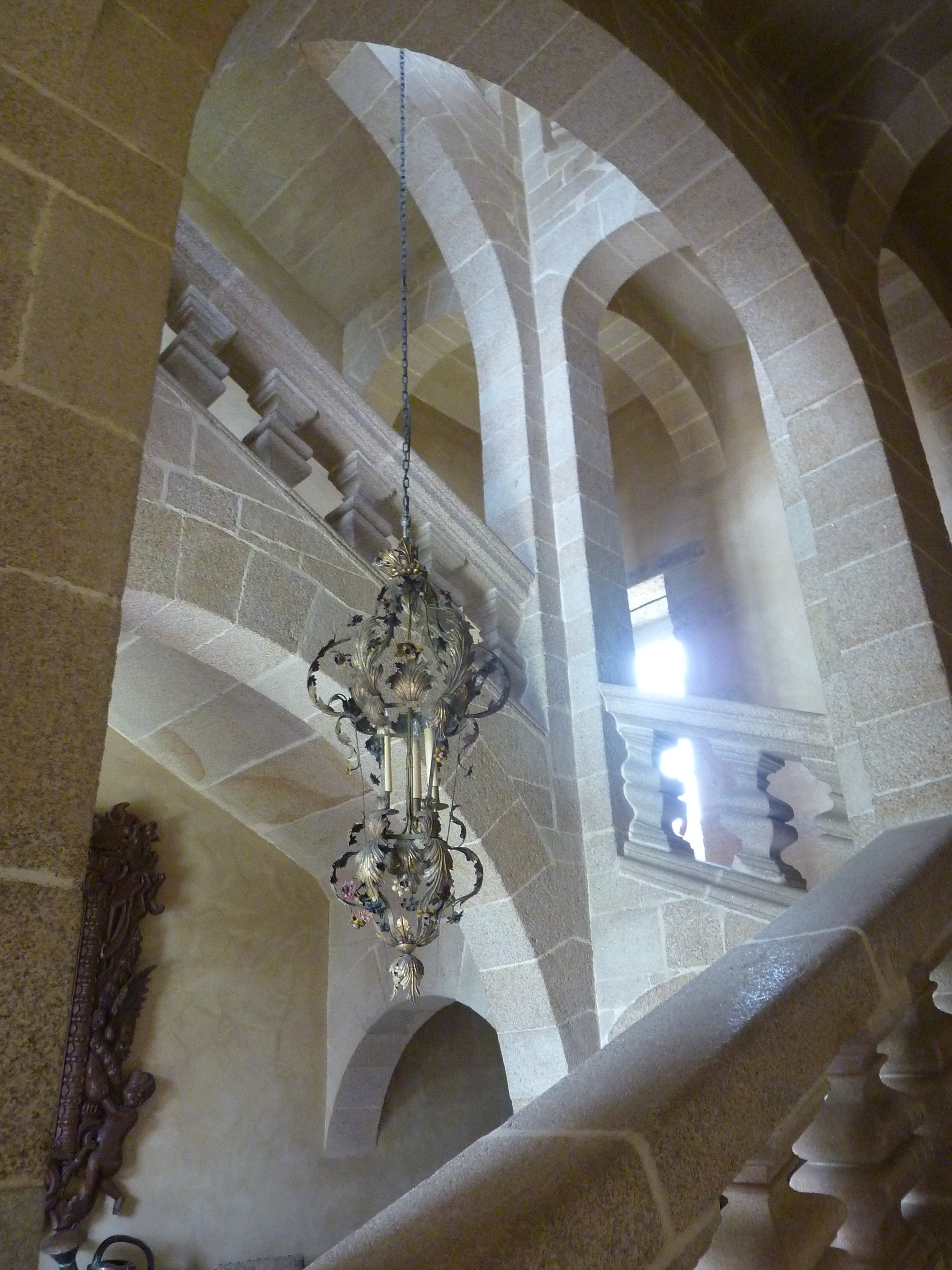
Château du Coscro : escalier intérieur de pierres à balustres.

## Le jardin
Le château possède un parc de 16 hectares, dont huit sont boisés. Le château est aussi remarquable pour son jardin à l'ordonnancement savant et par l'ampleur des travaux de terrassement que sa réalisation a nécessité ; il répond à un souci de mise en symétrie et de création de perspectives à partir d'un axe central, avec des allées secondaires mettant en scène l'environnement bocager.
La basse-cour est réléguée au nord, alors que la cour d'honneur, située au sud, bordée de part et d'autre d'un verger et d'un jardin à l'orangerie, est close par des pavillons d'angle qui étaient des écuries. Deux autres pavillons reliés par une douve encadrent une grande terasse à l'extrémité ouest.

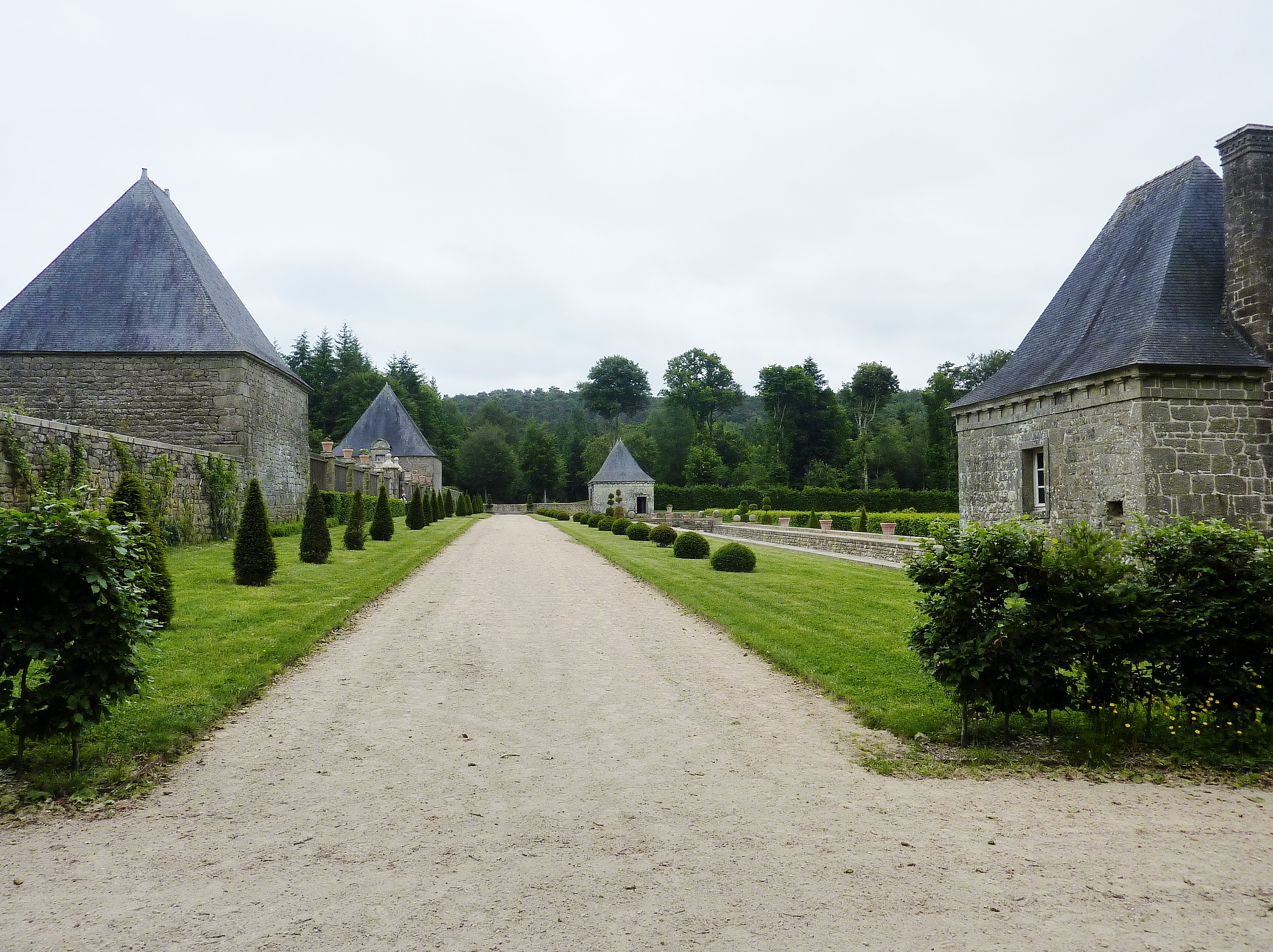
Le jardin du château du Coscro, vue partielle, notamment des pavillons d'angle.
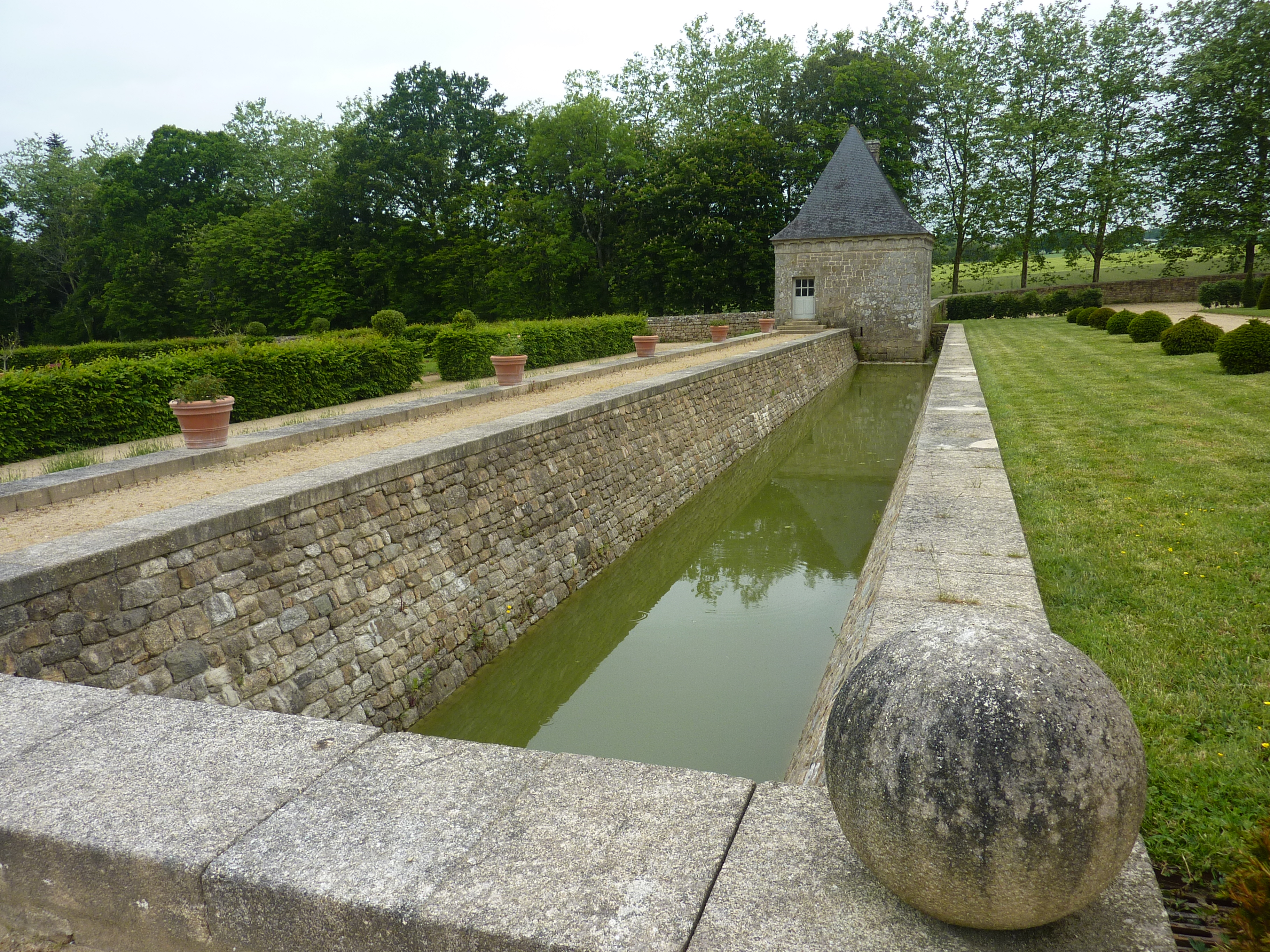
Château du Coscro : la douve et l'un des pavillons la bordant.
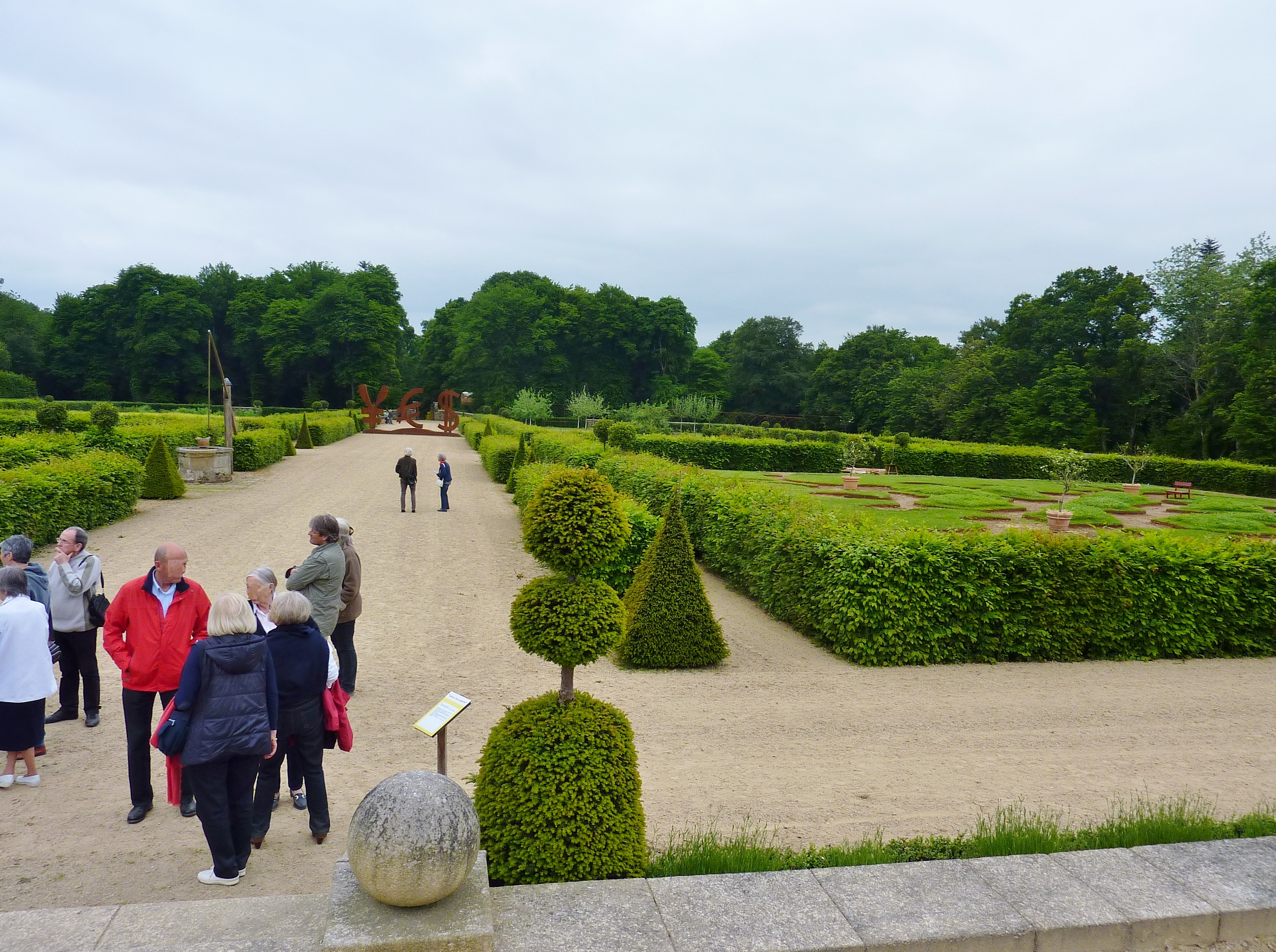
Château du Coscro : le jardin.

Après des fouilles archéologiques réalisées en 2002-2003 par Anne Allimant Verdillon (ses recherches ont montré que ce jardin s'inspire du jardin des Tuileries), l'ensemble des jardins a été restauré à l'identique par les propriétaires actuels, Sylvie et Daniel Piquet.